# إبراهيم الفزاري
أبو إسحاق إبراهيم بن حبيب بن سليمان بن سمرة بن جندب الفزاري، توفى سنة 777م. يعد أول فلكي عربي صنع الأسطرلاب وكتب عنه وعن التقويم. وهو من ولد الصحابي سمرة بن جندب، وصاحب كتاب الزيج على سني العرب، حيث استخرج جدولاً حسابياً فلكياً يبين مواقع النجوم وحساب حركاتها وهو ما عرف بالزيج.
ولده هو أبو عبد الله محمد بن إبراهيم الفزاري. وكان يعقوب بن طارق ومحمد بن إبراهيم الفزاري على علم بالرياضيات الهندسية. قابل الأول في بلاط المنصور فلكيا هنديا يدعى كانهه، رغبه في كتاب السادهانت فأمر محمد بترجمته.